# جری لوکاس
جری لوکاس (انگلیسی: Jerry Lucas؛ زاده ۳۰ مارس ۱۹۴۰) یک بازیکن بسکتبال اهل ایالات متحده آمریکا است.